# Alain Mallart
Pour les articles homonymes, voir Mallart.
Alain Mallart (né le 12 juillet 1945 à Paris) est un homme d'affaires et mécène français. Ancien financier à la tête d’un groupe actif dans les services, l'environnement et l’immobilier (Energipole-Group). 

## Biographie
Issu d'une famille d'artisans Compagnons du Tour de France traditionnellement mariés à des institutrices, il est orphelin à 8 ans, élevé par Jeanne Marchal, sa tante par alliance et meilleure amie de sa mère. En 1960, au décès de celle-ci, il intègre l'ECCIP, École de la chambre de commerce et d’industrie de Paris. Il y prépare un DECS d'expertise comptable. En septembre 1963, il est engagé[source secondaire souhaitée] par son premier patron Jacques Singer, directeur général du GICEL. Passionné d'anthropologie il va au Burkina Faso puis au Mali en pays Dogon[réf. souhaitée], mais renonce à ces études pour compléter sa formation financière[réf. souhaitée] tout en s’aménageant du temps pour suivre les cours de Raymond Aron et de Jean Baudrillard[pertinence contestée].

## Finance & industrie
Alain Mallart commence sa carrière dans le groupe bancaire Crédit Vendôme en tant que stagiaire au GICEL (Groupement d’emetteurs d’emprunts pour la construction électrique). Il est ensuite détaché chez Vendôme Gestion à la création d'Investipierre (aujourd'hui France Investipierre BNP Paribas) puis au secrétariat général de First Vendôme, une des premières sociétés françaises de capital-risque où il découvrira l'univers de l'entreprise et de la finance. Il crée sa première entreprise, Solenfer, dans le recyclage des déchets sidérurgiques en 1969 et devient associé aux côtés de la banque en 1970. Il vend cette société à Sicaworms (filiale de Schneider). Il en devient ensuite directeur général puis président en 1977. Cette dernière sera cédée à CFF[réf. souhaitée] (aujourd'hui devenu Derichebourg) en 1980. 
En 1983 il crée Novalliance en rachetant les activités de services de la CFF[source insuffisante]. Il accompagne Jean-Charles Naouri dans la création de la cascade d'Euris en 1987 et restera 8 ans au conseil d'administration aux côtés de Marc Ladreit de Lacharrière, Vincent Bolloré et David de Rothschild. Il assistera aussi Maryse Aulagnon dans la création d'Affine[source insuffisante]. 
En 1990, il achète Garonor à Altus Finance, alors dirigée par Jean-François Hénin et est sollicité pour faire partie du tour de table d'Executive Life, une compagnie d'assurance américaine. Il n'en deviendra finalement jamais actionnaire, mais sera accusé d'être le dénonciateur du portage dans l'affaire Executive Life et ne sera innocenté qu'après que le délateur, François Marland, ne se dénonce,,.

## Entrepreneuriat
Il a participé à la création d'entreprises dans le domaine des services, de l'environnement et des technologies. En 1985, Novalliance s'oriente vers la logistique terrestre en France (Transalliance, Stockalliance, Mory, Garonor) et le packaging avec le rachat en bourse de la CGP (Compagnie générale des papiers) ainsi que la VOA (Verrière ouvrière d'Albi). 
En 1995, il rachète à EDS 100 % du capital de GFI Informatique et amène la société sur le marché boursier. En 1996 il cède Novalliance qui accuse des pertes importantes,. Fin 1998, après avoir vendu toutes ses affaires françaises, il s’installe en Belgique et monte Finextern, holding d’investissement dans le capital-risque[réf. souhaitée]. 
Début des années 2000, il s'associe à 50-50 avec le groupe Suez dans l’Océan Indien, et préside les sociétés communes de Dubaï à l'Afrique du Sud jusqu'en 2009. En même temps, il reprend des activités immobilières sous l'enseigne du groupe Ojirel,. 
En 2006, il crée Energipole, holding de participations dans le domaine de l’environnement, du recyclage et des services à l’industrie, active en Belgique, France, Luxembourg, Canada, Maurice, Guadeloupe, Réunion et Afrique du Sud. 
En 2015, il vend à Airbus, aux côtés de Cambridge Information Group, sa participation dans la société américaine Navtech,[source insuffisante],. Il est cité à de nombreuses reprises dans Les Ńouveaux Condottieres de Christine Kerdellant,[source insuffisante]. 
En août 2015 il investit et entre au conseil d'administration de la start-up minière Alliance Minière Responsable fondée par Romain Girbal et Thibault Launay qui exploite un gisement de bauxite en République de Guinée. Par la suite, cette entreprise est controversée, Alliance Minière Responsable suspectée d'être un montage fiscal créé au détriment de la République de Guinée.
En 2017, Alderan, société de gestion de portefeuille immobilier et de fonds dédiés crée en 2012 avec son associé Rémy Bourgeon, est agréée auprès de l'AMF[pertinence contestée] puis en 2019 c'est la création d'Activimmo, SCPI ouverte à l'épargne publique qui exploite un marché immobilier de niche : l'immobilier logistique.

## Culture et mécénat
Il a été actionnaire et soutien de la revue Esprit. Grands amateurs d'opéra, Alain Mallart et sa femme, Danuté, sont mécènes du Théâtre Royal de la Monnaie. Il est aussi mécène de l'Institut du cerveau et de la moelle épinière. Il est également très actif au sein de l'Association Parkinson, en Belgique.